# Андех, Дэвидсон
Дэвидсон Андех (англ. Davidson Andeh; род. 17 января 1958, Лагос) — нигерийский боксёр, представитель нескольких весовых категорий от первой наилегчайшей до лёгкой. Выступал за сборную Нигерии по боксу в середине 1970-х годов, чемпион мира, серебряный призёр чемпионата Африки, победитель и призёр многих турниров международного значения. В период 1980—1987 годов также боксировал на профессиональном уровне, владел титулом чемпиона Африканского боксёрского союза.

## Биография
Дэвидсон Андех родился 17 января 1958 года в городе Лагос, Нигерия.

### Любительская карьера
Первого серьёзного успеха на взрослом международном уровне добился в сезоне 1974 года, когда вошёл в основной состав нигерийской национальной сборной и побывал на чемпионате Африки в Кампале, откуда привёз награду серебряного достоинства, выигранную в первой наилегчайшей весовой категории — в решающем финальном поединке по очкам уступил кенийцу Стивену Мучоки. Также в этом сезоне выступил на впервые проводившемся чемпионате мира по боксу в Гаване, где уже в 1/8 финала был нокаутирован советским боксёром Евгением Юдиным.
В 1976 году стал серебряным призёром международного турнира TSC в Восточном Берлине, проиграв в финале представителю СССР Геннадию Сакулину. Должен был защищать честь страны на летних Олимпийских играх в Монреале, однако Нигерия в последний момент бойкотировала эти соревнования по политическим причинам.
Наибольшего успеха в своей спортивной карьере Андех добился в сезоне 1978 года, одолев всех оппонентов в лёгком весе на мировом первенстве в Белграде, в том числе в финале взял верх над советским боксёром Владимиром Сорокиным, и завоевав тем самым золотую медаль.

### Профессиональная карьера
Покинув расположение нигерийской сборной, в январе 1980 года Дэвидсон Андех успешно дебютировал на профессиональном уровне. В течение последующих лет одержал в общей сложности 16 побед подряд, завоевал титул чемпиона Нигерии в лёгкой весовой категории, стал чемпионом Африканского боксёрского союза.
Первое в профессиональной карьере поражение потерпел в сентябре 1983 года в США, был нокаутирован здесь непобеждённым американцем Элвином Хейзом.
В марте 1984 года оспаривал титул чемпиона Содружества в лёгком весе, но проиграл нокаутом действующему чемпиону Клоду Ноэлу.
Потерпев три поражения подряд, в 1987 году принял решение завершить карьеру профессионального боксёра.